# Myaungmya
Myaungmya – miasto w Mjanmie, w prowincji Irawadi. Według danych na rok 2014 liczyło 58 698 mieszkańców.